# Benjo Maso
Benjo Maso ('s-Gravenhage, 3 november 1944) is een Nederlands socioloog, die vooral bekend is door enkele boeken over wielrennen, geschreven vanuit een sociologisch en historisch perspectief.
Vanaf 1970 vertaalde Maso een aantal sociologische en filosofische boeken en detectives. Ook publiceerde hij enkele studies over kunstsociologie. In 2010 promoveerde Maso aan de Universiteit van Amsterdam op een proefschrift over de hoofse liefde, Het ontstaan van de hoofse liefde: de ontwikkeling van fin'amors 1060-1230.
Vanaf 1990 publiceerde Maso over wielrennen. Zijn bekendste boeken over dit onderwerp zijn Het Zweet der Goden (1990) en Wij waren allemaal Goden (2003), beide over de Tour de France. Van Milaan naar Amsterdam, een boek over de Giro d'Italia, verscheen in 2011.